# Никифоров, Исай Прокопьевич
Исай Прокопьевич Никифоров (1915—1976) — советский якутский писатель

 и журналист. Заслуженный работник культуры Якутской АССР (1965). Член Союза писателей СССР (1939). Почётный гражданин Хангаласского улуса Якутии. Участник Великой Отечественной войны.

## Биография
Исай Прокопьевич Никифоров родился 1 мая 1915 года в V Мальжагарском наслеге Хангаласского улуса Якутии. В 7-летнем возрасте остался сиротой и перебрался в Сунтарский улус к родной сестре отца. Здесь, обучаясь в Тойбохойском пансионате вместе с будущими народным поэтом Якутии Леонидом Поповым и прозаиком, литературным критиком Петром Филипповым впервые познакомился с произведениями якутских классиков: Алексея Кулаковского, Анемподиста Софронова, Николая Неустроева, Серафима Кулачикова, Николая Мординова и многих других.
Свою трудовую деятельность Исай Никифоров начал в родном наслеге: был одним из создателей сельхозартели «Хороонноох», занимался организацией и доставкой продовольствия для алданских рабочих. Заметив молодого ударника труда, районное руководство в начале 30-х годов XX века назначило Исая Прокопьевича на руководящую должность — заместителем председателя райисполкома Западно-Кангаласского улуса. Параллельно с работой в советских и профсоюзных органах начал печататься в газете «Кыым» (в переводе с якут. — «Искра»). В 1939 году после публикации своей первой повести «Ыстапаан» (с якут. — «Степан») был принят в члены Союза писателей СССР.
В 1943 году Исай Прокопьевич был призван в ряды действующей Армии. По окончании офицерских курсов в Ульяновске был направлен в 112-ю стрелковую дивизию 13-й Армии. Пройдя боевой путь от Украины до Германии, встретил Победу в городе Бреслау. Несколько раз был ранен.
Демобилизовавшись в 1946 году, Исай Никифоров продолжил работу в редакции Орджоникидзевской районной газеты «Советтар знамялара» (с якут. — «Знамя Советов»). С 1947 по 1949 годы проходил обучение в Новосибирской высшей партийной школе, по окончании которой несколько лет находился на партийной и журналистской работе, совмещая её с творчеством.
В 1949—1952 годы Исай Прокопьевич Никифоров — редактор республиканской молодёжной газеты «Эдэр большевик» (с якут. — «Молодой большевик»), выпуск которой был возобновлён спустя полтора года после окончания войны. С 1953 по 1956 годы работал ответственным секретарём литературно-художественного журнала Союза писателей Якутии «Хотугу сулус» (с якут. — «Полярная звезда»). Позднее вернулся в Покровск, где при должности редактора в газете «Советтар знамялара» большую часть своего времени отводил профессиональной писательской работе.

## Творчество
Первые заметки и фельетоны Исая Прокопьевича появились начале 1930-х годов на страницах республиканской газеты «Кыым». В 1939 году в свет вышла его первая, во многом автобиографичная, повесть «Ыстапаан» о судьбе детей-сирот, получившая живой отклик у читателей и высоко оценённая литературными критиками.
С началом войны его художественно-публицистические очерки и рассказы наполняются мыслями о нерасторжимом единстве фронта и тыла. 
Участие в боевых действиях нашло отражение в творчестве Исая Никифорова: в короткие промежутки отдыха между боями он описывал фронтовые будни и присылал в редакцию газеты «Кыым» свои очерки, позднее собрав и переработав которые издал их отдельной книгой «Саллааттар» (с якут. — «Солдаты»). Это произведение, имеющее в основе своей факты из жизни писателя, представляет собой своеобразный рассказ об увиденном и пережитом, включающий в себя авторскую исповедь, раздумья участника войны. 
Последние годы своей жизни Исай Прокопьевич посвятил написанию исторического романа «Ыраахтаады дьаамсыктара» (с якут. — «Государевы  ямщики»), однако завершить его не успел.

## Избранные произведения

### Ранний период (1934—1943)
Повесть
- «Ыстапаан» (с якут. — «Степан», 1939).

Рассказы
- «Па-па» (1940);
- «Колхозтаах ыалга» (с якут. — «В семье колхозника», 1941);
- «Сэриилэһии кыттыылааҕа» (с якут. — «Участник войны», 1942).

Очерки
- «Торҕоно балыксыттара» (с якут. — «Рыбаки из Торгоно», 1942);
- «Социалистическай тутуу бастыҥнара» (с якут. — «Передовики социалистического строительства», 1942);
- «Радист Федот Филиппов» (1943).

### Военный и послевоенный период (1944—1951)
Повесть
- «Саллааттар» (с якут. — «Солдаты», 1951; первоначальное название — «Өлүөнэттэн саллаат» (с якут. — «Солдат с берегов Лены»), 1943—1946).

Рассказы
- «Фриц куттала» (с якут. — «Страх фрица», 1944);
- «Томтор — биһиэнэ!» (с якут. — «Пригорок — наш!», 1944).

Очерки
- «Саха сирин суруйааччыларыгар сурук» (с якут. — «Обращение к писателям Якутии», 1944);
- «Эр санаа» (с якут. — «Мужество», 1944);
- «Самнан биэрбэт саргылаах саха уолаттара» (с якут. — «Несокрушимая сила воинов-якутян», 1945).

### Поздний период (1952—1976)
Повести
- «Саллаат өрүү саллаат» (с якут. — «Солдат всегда солдат», 1967);
- «Сүрэх кэпсиир» (с якут. — «Сердце рассказывает», 1970).

Рассказы
- «Байаан» (с якут. — «Баян», 1960);
- «Кубулҕат» (с якут. — «Притворство», 1960);
- «Уоруйах» (с якут. — «Воришка», 1960);
- «Сүүрбэ биир күн» (с якут. — «Двадцать один день», 1960);
- «Улахан суолга» (с якут. — «На большой дороге», 1960).

Пьесы
- «Таптал атыыламмат» (с якут. — «Любовь не продается», 1954);
- «Ыксатыыраптар» (с якут. — «Ыксатыровы», 1955);
- «Тарабукиннаах кэргэттэрэ» (с якут. — «Семья Тарабукиных», в соавторстве с Н. М. Заболоцким, 1958);
- «Күүкэй ыала» (с якут. — «Жители Кюкяя», 1959);
- «Күн тахсыыта» (с якут. — «Восход солнца», 1961).

Перевод
- «Сыылкаҕа» (1954; перевод рассказа А. П. Чехова «В ссылке» на якутский язык).

## Память
Именем Исая Никифорова названы центральная улица и средняя школа в селе Кытыл-Дюра. Здесь же открыт дом-музей писателя и установлен его бронзовый бюст (автор Эдуард Пахомов).
В 2003 году в Хангаласском улусе была учреждена журналистская премия имени Исая Никифорова.